# Acacia ruddiae
Acacia ruddiae är en ärtväxtart som beskrevs av D.H.Janzen. Acacia ruddiae ingår i släktet akacior, och familjen ärtväxter. Inga underarter finns listade i Catalogue of Life.